# Charles Mozin
Pour les articles homonymes, voir Mozin.
Charles Louis Mozin né le 12 mars 1806 à Paris et mort le 7 novembre 1862 à Trouville-sur-Mer est un peintre, dessinateur et lithographe français.

## Biographie
Charles Mozin est né dans une famille de musiciens. Son frère Théodore Mozin, second grand prix de Rome en composition musicale de 1841, est compositeur et professeur au Conservatoire national supérieur de musique de Paris. Son père, le compositeur Benoit Mozin, y est également professeur et y présente son fils Charles. Mais la vraie passion de son fils est la peinture. Charles Mozin entre à l'atelier de Xavier Leprince où il participe au tableau Embarquement des bestiaux à Honfleur. Il découvre Trouville-sur-mer en 1825.
En 1828 en présentant son ami Henri Rittner marchand d'estampes à Adolphe Goupil, il est à l'origine de la maison Goupil & Cie. En effet, l'année suivante, Henri et Adolphe fondent la maison Rittner & Goupil.
Il épouse Pauline Coïc, fille de Julien Désiré Abel Coïc, le 11 mai 1829 et a deux filles. Il s'établit à Trouville en 1839 et construit sur un terrain acheté à la mère Ozerais, place de la Cahotte, le chalet qui existe toujours.
Mozin est élu au conseil municipal de Trouville en 1843, il participe au développement de cette ville.
Il construit également plus tard la tour Malakoff, point de repère pour les amoureux des Roches Noires. « Découvreur de Trouville » selon Yves Bayard, Charles Mozin vend son premier tableau à la duchesse de Berry.
Il meurt le 7 novembre 1862 et est inhumé à Paris au cimetière de Montmartre. La vente de son atelier dispersant 207 tableaux, des dessins, des aquarelles et des maquettes de bateaux qui lui servaient de modèles se tient en 1865 à Paris à l'hôtel Drouot.
Son petit-fils est le musicien et compositeur Charles Malherbe (1853–1911), son arrière petit-fils est le peintre Fernand Piet (1869-1942).
Le graveur Frederic Martens est l'auteur de grandes aquatintes d'après ses tableaux.

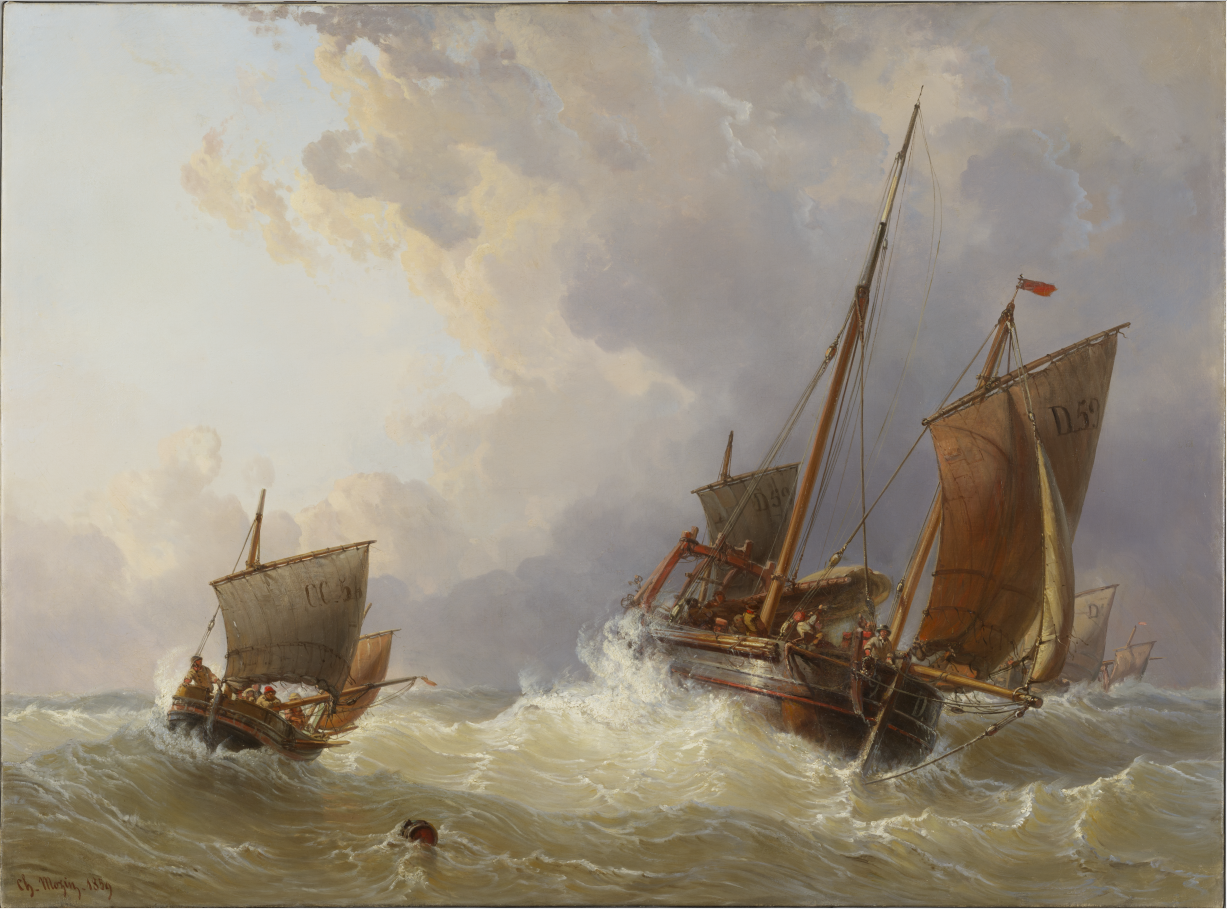
Marine, bateaux de pêche, 1859, huile sur toile, 80 x 108 cm. Nemours, Château-Musée, 1903.95.1

## Collections publiques
Belgique
- Anvers, musée Ridder Smidt van Gelder (nl).

France
- Amiens, musée de Picardie.
- Dieppe, château de Dieppe : Promeneurs sur la plage de Dieppe[6].
- Honfleur, musée Eugène-Boudin.
- Le Havre, musée d'Art moderne André-Malraux.
- Nemours, Château-Musée : Marine, bateaux de pêche, 1859, huile sur toile, 80 x 108 cm. 1903.95.1
- Paris, musée Carnavalet.
- Rouen, musée des Beaux-Arts.
- Saint-Malo, musée d'Histoire de la Ville et du Pays Malouin.
- Saint-Vaast-la-Hougue : musée maritime de l'Île Tatihou.
- Toulon, musée d'Art de Toulon.
- Toulouse, musée des Augustins.
- Trouville-sur-Mer, musée de Trouville - Villa Montebello : 19 tableaux.
- Versailles, musée de l'Histoire de France.

Pays-Bas
- Amsterdam, Rijksmuseum.

Royaume-Uni
- Paisley (Écosse), Paisley Museum and Art Galleries (en)[7].

Œuvres de Charles Mozin
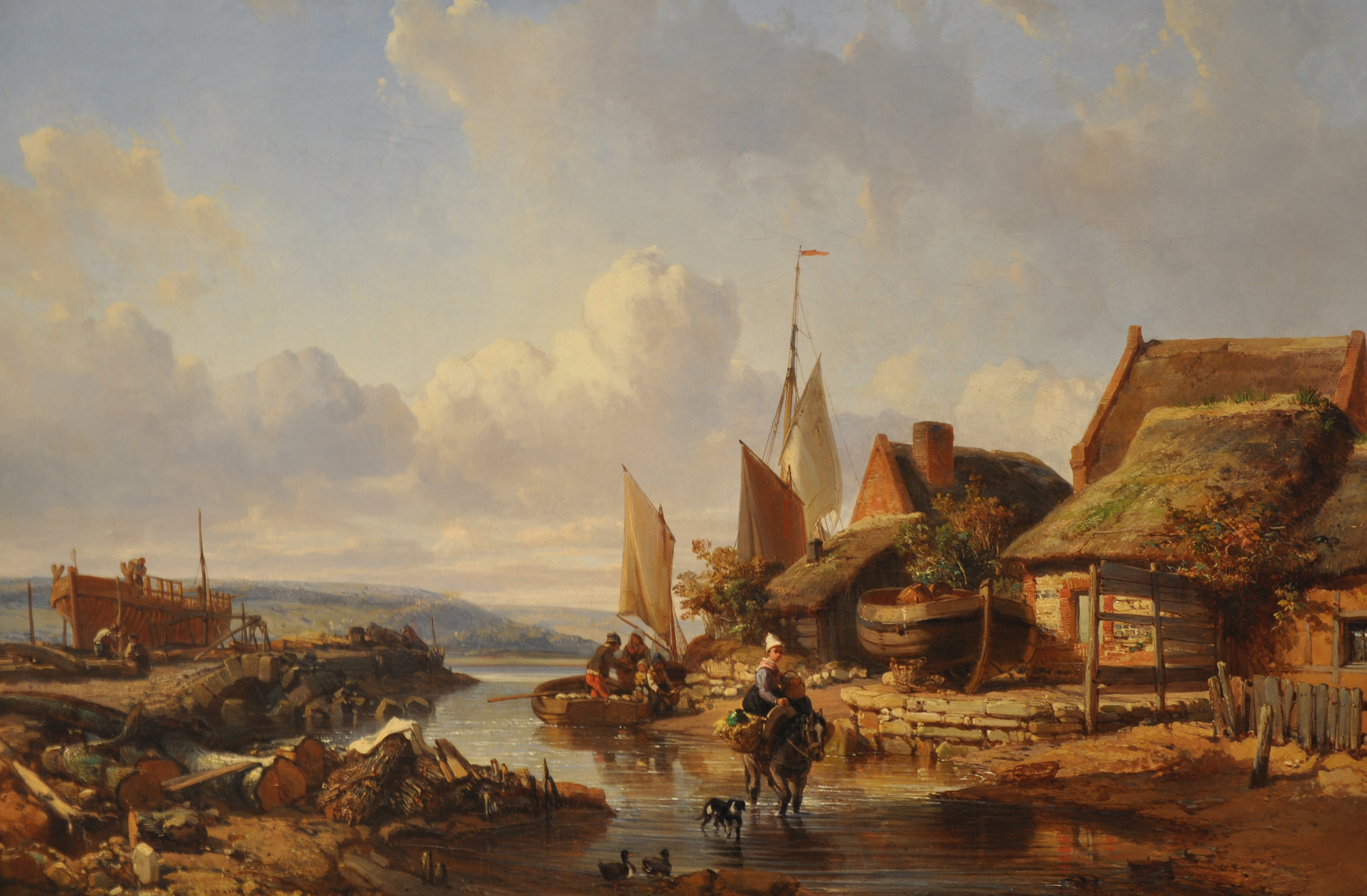
Le Confluent du ruisseau de Calenville avec la Touques ou Le Quernet, Trouville-sur-Mer, musée de Trouville - Villa Montebello.
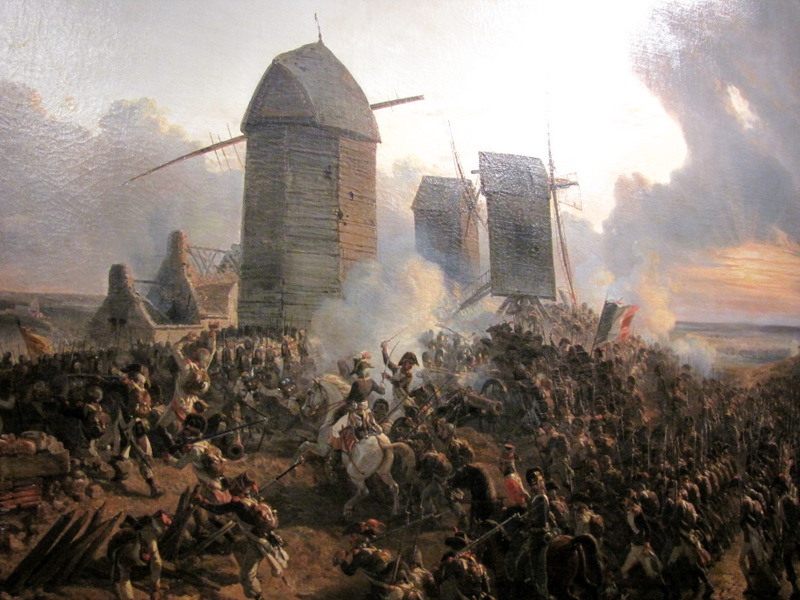
La Bataille de Mouscron (1794), château de Versailles.
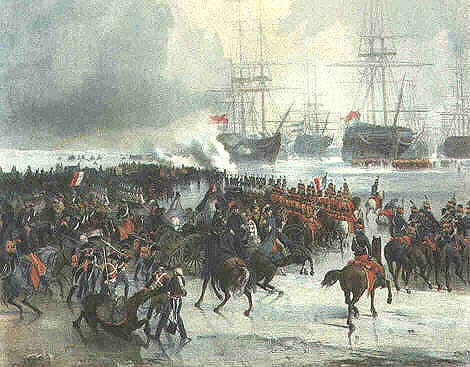
La Flotte hollandaise prise par les glaces, et capturée par la cavalerie française (1795), château de Versailles.
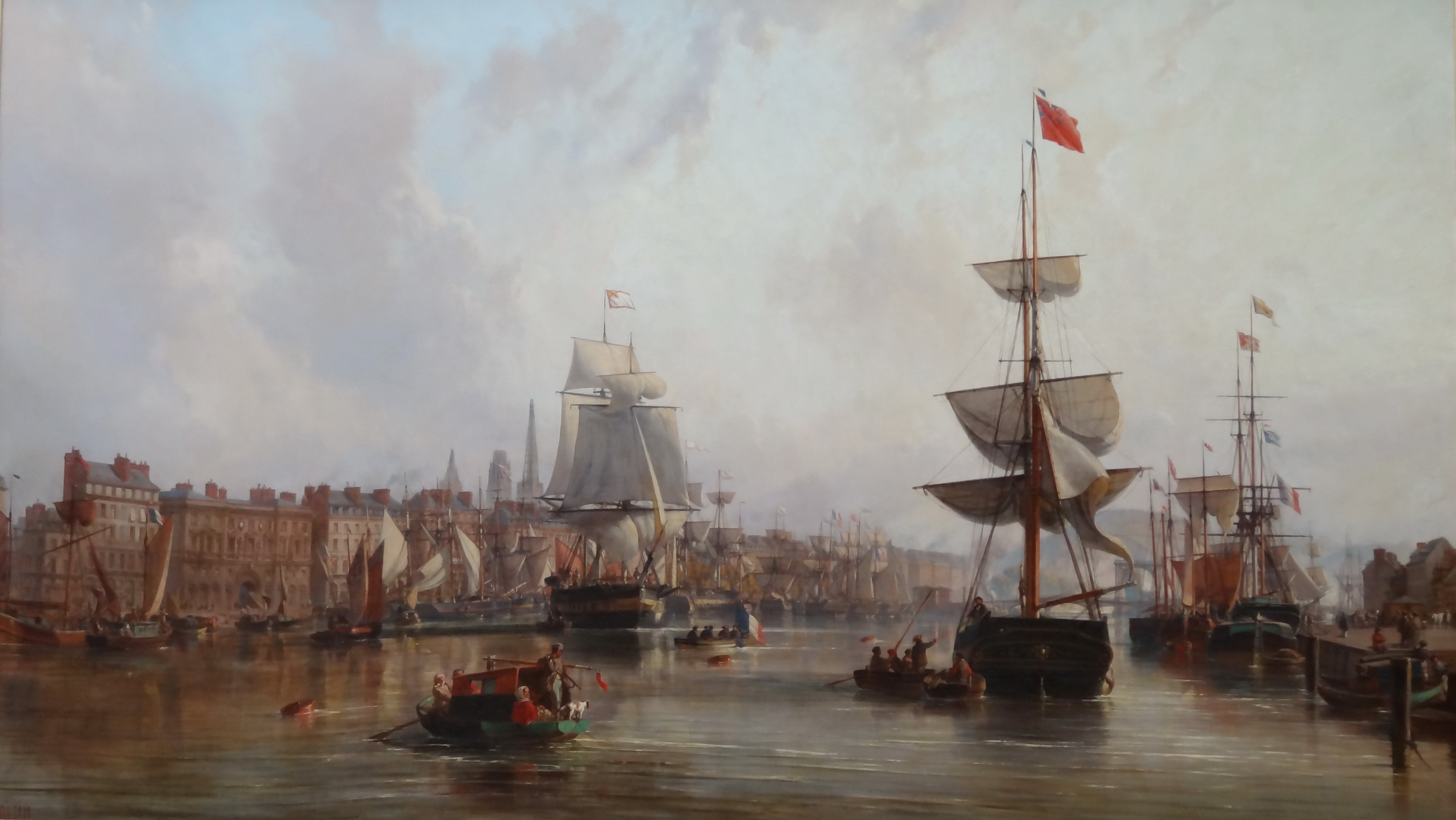
Vue générale du port de Rouen (1855), musée des Beaux-Arts de Rouen.

## Expositions
- 1963 : Trouville-sur-Mer, Charles Mozin, Paul Huet et les peintres découvreurs de Trouville.
- 1988 : Trouville-sur-Mer, musée de Trouville - Villa Montebello, du 28 mai au 1er août.
- 1988 : Honfleur, musée Eugène-Boudin, du 6 août au 3 octobre.
- 2018 : Trouville-sur-Mer, musée de Trouville - Villa Montebello, du 23 juin au 11 novembre.